# Abdullah Öcalan
Abdullah "Apo" Öcalan (Ömerli; 4 de abril de 1949), es un político, escritor, activista, intelectual kurdo, fundador del Partido de los Trabajadores de Kurdistán (PKK) y preso político del Estado turco.
Fue encarcelado en 1999 tras ser detenido en Kenia por los servicios secretos turcos con la colaboración de gobiernos extranjeros como los de Israel o Estados Unidos. Se le condenó a cadena perpetua por delitos como “traición” y “separatismo” y durante diez años fue el único prisionero de la isla-cárcel de Imrali. Su aislamiento total durante 23 horas al día y las continuas denegaciones para visitarle han sido denunciadas en múltiples ocasiones por organizaciones de derechos humanos, convirtiendo su liberación en una causa inseparable del pueblo kurdo. Actualmente existe un movimiento internacional que lucha por su liberación.
Es el principal responsable del cambio de paradigma en la lucha kurda, que pasó de postulados independentistas y marxista-leninistas a una visión confederal para el conjunto de pueblos de Oriente Medio. Öcalan es el ideólogo del conocido como Confederalismo Democrático, un concepto político basado en la democracia directa, el feminismo y el ecologismo, y que hoy comparten gran parte de las organizaciones kurdas en los Estados donde se encuentra dividida su población.

## Biografía

### Primeros años
Öcalan nació en Ömerli, un poblado en Halfeti, en la provincia de Şanlıurfa, en el sureste de Turquía. Dejó el pueblo al finalizar la enseñanza secundaria y estudió ciencias políticas en la Universidad de Ankara.
Durante su carrera universitaria se convirtió en miembro activo de las asociaciones culturales de kurdos.

### Partido de los Trabajadores de Kurdistán
En 1978, en medio de los conflictos de derecha e izquierda que culminaron en el golpe de Estado turco de 1980, Öcalan fundó el Partido de los Trabajadores del Kurdistán (PKK), siendo elegido como líder. En julio de 1979 huyó a Siria. Desde su fundación, el partido se centró en la formación ideológica.  El marxismo-leninismo, la historia y el estado de Kurdistán tuvieron un papel central en el partido. Öcalan elaboró sobre la importancia de la ideología comparándola con la religión que, según él, había reemplazado a esta última. "Si rompes el vínculo entre tú y la ideología, te bestializarás".Con el apoyo del Gobierno sirio, estableció dos campos de entrenamiento del PKK en Líbano donde la guerrilla kurda debería recibir formación política y militar.

### Exilio en Europa
Hasta 1998 el gobierno de Siria protegió a Öcalan, pero luego, debido a la presión de Turquía, fue expulsado del país. Öcalan se trasladó entonces a Rusia y desde allí viajó a varios países, incluyendo Italia y Grecia. En 1998, el Gobierno turco pidió a Italia la extradición del líder guerrillero kurdo, que en ese momento estaba siendo asesorado por la abogada alemana Britta Böhler, quien arguyó que su defendido organizaba una lucha legítima contra la opresión de su pueblo. 

### Arresto, juicio y encarcelamiento
Öcalan fue finalmente detenido en Kenia el 15 de febrero de 1999 por el servicio secreto turco (MIT), y trasladado a Turquía para ser juzgado.
Desde entonces Öcalan, condenado primero a muerte en 1999 y después, en 2002, conmutada su pena a cadena perpetua (cuando la pena capital fue abolida en Turquía), fue mantenido en confinamiento solitario en la isla de Imrali, en el mar de Mármara, hasta 2009.
El 28 de septiembre de 2006, Öcalan pidió a los miembros del PKK que cesaran la lucha armada a menos que "seamos amenazados por una destrucción total".
A principios del año 2007 el estado de salud de Öcalan empeoró drásticamente. Sus abogados indicaron que era muy posible que Öcalan hubiera sido envenenado con un radiactivo, ya que sus índices de estroncio y cromo se mostraron exageradamente altos en un análisis realizado. El gobierno turco desmintió haber tenido alguna relación con el hecho.
Desde el 27 de julio de 2011 a Öcalan se le negaron visitas de los abogados. De acuerdo a la agencia de noticias ANF, hasta diciembre de 2011 los abogados solicitaron 710 veces poder visitar Öcalan, pero todas las solicitudes fueron negadas.

### Situación actual
La comunidad kurda ha realizado manifestaciones periódicas para protestar en contra del aislamiento de Öcalan. En octubre de 2012, varios cientos de presos políticos kurdos iniciaron una huelga de hambre por mejores condiciones de detención para Öcalan y el derecho a usar el idioma kurdo en la educación y la jurisprudencia. La huelga de hambre duró 68 días hasta que Öcalan exigió su fin. A Öcalan se le prohibió recibir visitas durante casi dos años, desde el 6 de octubre de 2014 hasta el 11 de septiembre de 2016, cuando su hermano Mehmet Öcalan lo visitó para Eid al-Adha. En 2014, el TEDH dictaminó que hubo una violación del artículo 3 con respecto a que solo estuvo preso en la isla de İmarli hasta el 17 de noviembre de 2009, así como la imposibilidad de apelar su veredicto. El 6 de septiembre de 2018, se prohibieron las visitas de abogados durante seis meses debido a los castigos anteriores que recibió en los años 2005-2009, el hecho de que los abogados hicieron públicas sus conversaciones con Ocalan y la impresión de que Öcalan estaba dirigiendo el PKK a través de comunicaciones con su abogados. Se le prohibió nuevamente recibir visitas hasta el 12 de enero de 2019, cuando se permitió que su hermano lo visitara por segunda vez. Su hermano dijo que su salud era buena. La prohibición de visitas de sus abogados se levantó en abril de 2019 y Öcalan vio a sus abogados el 2 de mayo de 2019.
Desde el 25 de marzo de 2021, en que tuvo una breve conversación telefónica con su hermano, no se sabe nada de Öcalan. El 3 de mayo, los abogados de Öcalan recibieron una nueva prohibición de acceso a su cliente, que se encuentra recluido en la prisión turca de máxima seguridad de la isla de Imrali, y desde hace 38 meses está sometido a condiciones de aislamiento absoluto, en violación del derecho internacional humanitario. Las repetidas prohibiciones impuestas por la administración penitenciaria turca se consideran arbitrarias y los recursos son rechazados sistemáticamente.
Los abogados del bufete Asrin presentaron una solicitud al juez de ejecución número 2 de Bursa para que facilitara las reuniones con sus clientes. Afirman: «El 3 de mayo se nos informó de una nueva prohibición de seis meses de visitas de abogados para nuestros clientes». No se dio ninguna razón para la decisión. Los recursos han sido rechazados y los abogados tienen previsto llevar su caso ante el Tribunal Constitucional de Turquía. Esta última prohibición es la decimotercera vez en los últimos ocho años que se niega a Öcalan el acceso a sus abogados.  Desde febrero de 2018, estas prohibiciones se han renovado cada seis meses. Restricciones similares también impiden las visitas familiares. El 27 de febrero de 2025, Öcalan pidió a la organización que se disolviera y depusiera las armas en la prisión de İmralı. Tras el llamado de Öcalan, el PKK declaró un alto el fuego el 1 de marzo de 2025.

## Pensamiento político

### Cambio de pensamiento
Empezando como marxista-leninista ortodoxo, cambió su pensamiento político a finales de los años 90. Incluyendo teorías de Immanuel Wallerstein y Murray Bookchin, desarrolló un concepto cuasi-ecologista llamado confederalismo democrático. El 20 de marzo de 2005 lo declaró como ideología general para la organización Koma Civakên Kurdistan (KCK), que desde entonces funda la base de todas organizaciones vinculadas con el PKK.

### Derechos de las mujeres
Öcalan es partidario de la liberación de la mujer, escribe en su Manifiesto por la libertad de la mujer que toda esclavitud se basa en la ama de casa de la mujer. Él considera que la mujer a menudo está atrapada en una situación en la que acepta roles de género tradicionales y una relación desventajosa con un varón.

## Obras
- Orígenes de la Civilización (2016) ISBN 9788416553648 (Pdf)
- Hoja de ruta, Hacia la paz en el Kurdistan (2013) ISBN 9788415313571
- (en inglés) Prison Writings Volume II: The PKK and the Kurdish Question in the 21st Century (2011) ISBN 9780956751409
- (en inglés) Prison Writings III: The Road Map to Negotiations (2012) ISBN 9783941012431
- El confederalismo democrático, 2005 (Pdf)
- Guerra y Paz en el Kurdistán, 2008 (Pdf)
- Civilización Capitalista, 2017 (Pdf)